# Barmské centrum Praha
Barmské centrum Praha (BCP) je nestátní nezisková organizace (NNO) se sídlem v Praze, České republice. Organizace vznikla v roce 2006 a má dva zakladatele. Hlavním cílem organizace je boj za lidská práva, občanská práva a demokracii v Barmě.
Děje se tak prostřednictvím:
- Analyzování situace v Barmě, informování a zapojování evropské veřejnosti.
- Zaujímání pozice mostu mezi Evropou a Barmou.
- Poskytování asistence a pomoci Barmáncům, zejména ve věci zlepšování kvalifikace a usnadňování integrace uprchlíků.
- Podpory sílící a aktivní účasti samotných Barmánců na transformaci Barmy.

Organizace pracuje na projektech jak v České republice, tak v rámci celosvětové kampaně.

## Aktivity
Hlavní aktivity:
- Poskytování asistence uprchlíkům přicházejícím do České republiky z Barmy, zejména těch pod záštitou přesídlovacího programu UNHCR.
- Podpora organizací barmských uprchlíků v Indii, , a to zejména v oblastech capacity building, mikrograntů, ale i dalších aktivit.[2]
- Reakce na hladomor v Čjinském státě v Barmě.[3]
- Podpora barmských exilových médií a barmských blogerů.[4]
- Propagace odpovědného cestování v Barmě.[5]
- Poskytování odborného poradenství a zpráv na témata spojená s Barmou.[6]
- Boj za propuštění barmských politických vězňů.
- Organizování konferencí za účasti barmského exilového demokratického hnutí a příbuzných organizací.